# Minho (rijeka)
Minho (portugalski) Miño (španjolski i galicijski)  je najveća rijeka u Galiciji Španjolska duga 300 km.
Rijeka je ime dobila od svog antičkog rimskog naziva Minius. Minho je granična rijeka između Španjolske i Portugala, čije se vode u gornjem toku koriste za rad brojnih hidrocentrala, a u donjem za navodnjavanje poloprivrednih površina.

## Zemljopisne karakteristike
Rijeka Minho ima površinu porječja od 16 250 km²od toga je 799 km²  (5%) u Portugalu, a ostatak u Španjolskoj.Rijeka je ukupno duga oko 300 km od toga 70 km u Portugalu.
Izvor rijeke Minho leži oko 50 km sjeverno od Luga u Galiciji, kod mjesta Pedregal de Irimia. Rijeka teče južno od zidina ovog starog rimskog grada i teče južno kroz kanjone sve do doline sjeverno od grada Ourense. Na tom dijelu njena sliva sagrađena su akomulaciona jezera od Portomarína do Frieire; Belesar 654 m ³, Peares sa 182 m ³, Velle sa 17 m ³, Castrelo sa 60 m ³ i Frieira s 44 m ³.
Dvadeset kilometara sjeverno od Ourensea kod mjesta Os Peares, Minho prima vode svoje glavne pritoke rijeke Sil. Prolazeći Ourense, rijeka teče u smjeru jugozapada dok ne dosegne portugalsku granicu kod mjesta Melgaço. Tu je izgrađena brana kod mjesta Frieira u blizini grada Ribadavia, koji je poznat po svom vinu Ribeiro.
U svom portugalskom toku Minho dijeli dvije zemlje u duljini od oko 80 km. Kotlina rijeke je bujna, zelena dolina puna obrađenih polja, gdje je svaki kvadratni metar zemljišta koristi se za proizvodnju kukuruza, krumpira, kupusa, ili nečeg drugog - ovisno o godišnjem dobu.
Zatim Minho protječe kroz srednjovjekovne gradiće Melgaço i Monção, zatim razdvaja španjolski Tui i portugalsku Valença do Minho, u kojima su važni cestovni i željeznički mostovi, nakon tog utječe u Atlantik u blizini grada Caminha.

## Pritoke
- Desne pritoke Minha u pokrajini Pontevedra su; Río Tamuxe (zvana i Carballas, Carballo ili Carvallo), Pego, Cereixo da Brinha, Furnia (zvana i Forcadela), Louro, Caselas, Tea, Deva, Ribadil i Cea. U pokrajini Ourense; Avia, Barbantiño i Bubal, u pokrajini Lugo; Asma, Narón, Ferreira, Mera, Narla, Ladra, Támoga i Anllo.

- Lijeve pritoke Minha u Portugalu su; Mouro,  Gadanha, Coura, Deva, Arnoia, Barbaña, Lonia, Sil, Sardiñeira, Loio, Neira, Chamoso, Robra (zvana i Santa Marta), Lea i Azúmar